# 功労馬
功労馬（こうろうば）とは、中央または地方競馬の競走馬を引退した馬や、競走馬引退後繁殖馬として供用された後引退し余生を送る馬を指す。なお乗馬とは別として扱われるが、乗馬活動を行うこともある。また近年では生産牧場内で引退した繁殖牝馬や騸馬はリードホースとして使役することが多くなったがそれも対象外である。騸馬の競走馬は引退後に功労馬となるケースが多い。牡馬の競走馬、繁殖馬が功労馬となる場合は去勢されることが多いが、特に著名な元競走馬、馬産地に貢献した名種牡馬であれば、種牡馬登録を抹消しないまま事実上の功労馬として余生を送るケースもある（登録上は種牡馬であるため去勢もされない）。

## 主な著名功労馬
八大競走・GI級競走優勝馬、GI未勝利ではあるが著名である馬を記載。

### 存命馬
- アサクサキングス
- アドマイヤムーン
- ウインドインハーヘア
- オウケンブルースリ
- キャプテントゥーレ
- キンシャサノキセキ
- コスモバルク
- サイレントウィットネス
- ジェンティルドンナ
- スズカフェニックス
- ダイワメジャー
- ダイワスカーレット
- タニノギムレット
- テイエムオーシャン
- ディープスカイ
- ナカヤマフェスタ
- ヒルノダムール
- マイネルキッツ
- マツリダゴッホ
- メイショウドトウ
- ローズキングダム
- ワンダーアキュート

### 過去の功労馬
- アグネスフライト
- アンバーシャダイ
- イシノサンデー
- イブキマイカグラ
- イブンベイ
- ウイニングチケット
- エイシンサニー
- エルウェーウィン[1]
- オグリローマン
- オペラハウス
- カシュウチカラ
- カブトシロー
- ガーサント
- キングカメハメハ
- キングストンタウン
- クライムカイザー
- グラスワンダー
- クロフネ
- ケイティタイガー
- ゴールドティアラ
- サクラチヨノオー
- サクラローレル
- サニーブライアン
- ジャングルポケット
- シンボリクリスエス
- シンボリルドルフ
- スティンガー
- スペシャルウィーク
- セガンヂャ
- タイキシャトル
- タイムパラドックス
- ダイユウサク
- タケノベルベット
- ダノンシャンティ
- ダンスインザダーク
- チョウカイキャロル
- トウケイニセイ
- ドージマムテキ
- ナイスネイチャ
- ニッポーテイオー
- ノーザンテースト
- ノースフライト
- ハーツクライ
- ビクトリアクラウン
- ヒシマサル
- ビワハヤヒデ
- フォーティナイナー
- ブロケード
- マチカネフクキタル
- マヤノトップガン
- ミホノブルボン[2]
- メイショウサムソン
- メジロファントム
- メジロパーマー
- メジロライアン[3]
- ヤマニンゼファー
- ランドパワー
- リワードウイング
- リンドシェーバー
- レガシーワールド

## 主な功労馬繋養牧場

### 日本
ただし、種牡馬繋養・競走馬生産業務を主とする施設については、Wikipediaに項目がある施設のみ記載する。
- アヴニールファーム
- あしずりダディー牧場
- うらかわ優駿ビレッジAERU
- オールド・フレンズ・ジャパン
- 岡田スタッド
- Calm days Farm
- Candy Farm
- 社台スタリオンステーション
- 社台ファーム
- 社台ブルーグラスファーム
- 土佐黒潮牧場
- ノーザンホースパーク
- ノーザンレイク
- ひだか・ホース・フレンズ
- ビッグレッドファーム
- ホーストラスト
- ホーストラスト北海道
- Yogiboヴェルサイユリゾートファーム
- 渡辺牧場

### 日本以外
- オールドフレンズ（アメリカ合衆国・ケンタッキー州）